# ایندیپندنس، شهرستان جکسون، ویرجینیای غربی
ایندیپندنس (به انگلیسی: Independence) یک منطقهٔ مسکونی در ایالات متحده آمریکا است که در شهرستان جکسون، ویرجینیای غربی واقع شده‌است.